# One (chanson de Crystal Kay)
Pour les articles homonymes, voir One.
Singles de Crystal Kay
Namida no Saki ni
(2008) After Love -First Boyfriend-
(2009)
One est le 24e single de la chanteuse Crystal Kay sorti sous le label Sony Music Entertainment Japan le 16 juillet 2008 au Japon. Il atteint la 32e place au classement de l'Oricon. Il se vend à 2 237 exemplaires et reste classé six semaines pour un total de 6 522 exemplaires vendus. Il sort en édition régulière et en édition limitée -Pokémon Edition- avec sticker.
One a été utilisé comme thème musical pour le film Pokémon: Giratina and the Sky Warrior. Elle se trouve sur l'album Color Change!, sur la compilation Best of Crystal Kay et sur l'album de remix The Best Remixes of CK.

## Liste des titres
| 1. | One                    | Taguchi Shun | Sakiya Kenjiro | 4:05 |
| 2. | Suki (すき)            | Miwa Yoshida | Miwa Yoshida   | 4:10 |
| 3. | One -Cornelius Remix-  | Taguchi Shun | Sakiya Kenjiro | 5:13 |
| 4. | One -Dexpistols Remix- | Taguchi Shun | Sakiya Kenjiro | 5:08 |
| 5. | One (Instrumental)     | Taguchi Shun | Sakiya Kenjiro | 4:05 |

| 1. | One                                              | Taguchi Shun | Sakiya Kenjiro | 4:05 |
| 2. | One with Pikachu & Shaymin (ピカチュウ&シェイミ) | Taguchi Shun | Sakiya Kenjiro | 4:05 |
| 3. | One (Instrumental)                               | Taguchi Shun | Sakiya Kenjiro | 4:05 |